# ساری‌یروی
ساری‌یَروی (به فنلاندی: Saarijärvi) یک شهرک در فنلاند است که در فنلاند مرکزی واقع شده‌است. این شهرک در سال ۲۰۱۷ میلادی ۹٬۶۴۶ نفر جمعیت داشته‌است.